# Rouhling
Rouhling è un comune francese di 2 088 abitanti situato nel dipartimento della Mosella nella regione del Grand Est.

## Storia
Fece parte del Ducato di Lorena come feudo del Sacro Romano Impero; divenne signoria equestre dei von Karpen, quando dopo il 1792 passò definitivamente alla Francia.

## Società

### Evoluzione demografica
Abitanti censiti